# Iwo Białynicki-Birula
Iwo Białynicki-Birula (ur. 14 czerwca 1933 w Warszawie) – polski fizyk teoretyk, profesor nauk fizycznych, członek rzeczywisty Polskiej Akademii Nauk, profesor zwyczajny Uniwersytetu Warszawskiego i Centrum Fizyki Teoretycznej PAN. Laureat Nagrody FNP w dziedzinie nauk matematyczno-fizycznych (2014) oraz Medalu Mariana Smoluchowskiego (2021). Zajmował się głównie teorią pola, zwłaszcza elektrodynamiką kwantową.

## Życiorys

### Kariera badawcza
Był zwycięzcą pierwszej Olimpiady Fizycznej w Polsce (1952). Studiował fizykę na Wydziale Fizyki Uniwersytetu Warszawskiego, gdzie obronił pracę magisterską (1956), doktorat (1959) i habilitował się (1962). Promotorem jego pracy doktorskiej był Leopold Infeld.
Był promotorem magisterium Macieja Lewensteina i wielu doktoratów. Pomagał też Josephowi Henry’emy Eberly’emu w promowaniu doktorantów w University of Rochester (USA).

### Działalność publiczna
W 1973 roku wystąpił w filmie Iluminacja w reżyserii Krzysztofa Zanussiego. Wielokrotnie pojawiał się w mediach, udzielając wywiadu m.in. Grzegorzowi Miecugowowi w jego programie Inny punkt widzenia w TVN24.

### Życie prywatne
Jego bratem był prof. Andrzej Białynicki-Birula, a żoną jest prof. Zofia Białynicka-Birula z domu Wiatr.

## Dorobek naukowy

Iwo Białynicki-Birula rozmawiający z Richardem Feynmanem na konferencji w Jabłonnie w 1962 r.

Medal Wignera 2022 dla Iwona Białynickiego-Biruli za fundametalny wkład do Teorii Kwantowej

Opublikował prace dotyczące teorii pola, elektrodynamiki kwantowej i teorii renormalizacji, w tym poprzez modele rozwiązywalne ściśle. Jest autorem kilku książek i ok. 150 artykułów naukowych.
Jego najważniejsze osiągnięcia (w kolejności chronologicznej):
- W 1966 udowodnił, że twierdzenie Richarda Feynmana o niezmienniczości amplitud przejścia względem cechowania w kwantowej teorii pola jest błędne[9];
- w 1970 wraz z Zofią Białynicką-Birula odkrył zjawisko rozszczepienia fotonu w silnym polu magnetycznym;
- w 1975 wraz z Jerzym Mycielskim sformułował nieliniową mechanikę kwantową zachowującą faktoryzacje stanów kwantowych, w której funkcje falowe opisujące cząstki swobodne nie rozpływają się, a poruszają się w stanie gausonu oraz udowodnił entropową zasadę nieoznaczoności w mechanice kwantowej;
- w 1991 wraz z Mattem Kalinskim(inne języki) z USA udowodnił istnienie nadpromienistej przemiany fazowej Dickego w dielektryku Hopfielda z nieliniowością czwartego rzędu równoważnej nadprzewodnictwu w teorii BCS;
- w 1992 wraz z Mattem Kalinskim i Josephem H. Eberlym z USA odkrył trojańskie paczki falowe, ściśnięte względem częstości Keplera i splątane w przestrzeni konfiguracyjnej dla jednego elektronu, których teorię rozwinął dla wielu zastosowań i układów fizycznych;
- w 1994 opisał propagację elektronów i fotonów w teorii kwantowej w języku automatów komórkowych;
- w 1996 wprowadził do opisu fotonów zespolony wektor (nazwany przez niego wektorem Riemanna-Silbersteina), który odgrywa rolę funkcji falowej fotonu;
- w 1997 wraz z Zofią Białynicką-Birula opisał zjawisko rotacyjnego przesunięcia częstości oraz odkrył powiązane z nim zjawisko wzrostu emisji spontanicznej w układach obracających się (nierelatywistyczny obrotowy analog efektu Unruha-Davisa z przyspieszeniem odśrodkowym);
- w 2000 wraz z Zofią Białynicką-Birula i Cezarym Śliwą podał systematyczną teorię rozwiązań równania Schrödingera z wbudowanymi liniami wirowymi;
- w 2006 zastosował pojęcie entropii Renyi’ego do sformułowania zasady nieoznaczoności;
- w 2012 wraz z Zofią Białynicką-Birula sformułował zasadę nieoznaczoności dla fotonów;
- w 2013 wraz ze współpracownikami opisał fale elektromagnetyczne z węzłami pola elektrycznego i magnetycznego;
- w 2016 wraz z Zofią Białynicką-Birula podał rozwiązania równań Einsteina w postaci fal grawitacyjnych z momentem pędu, które potrafią skupiać masy grawitacyjne;
- w 2017 wraz z Zofią Białynicką-Birula podał teoretyczny opis wiązek relatywistycznych elektronów obdarzonych momentem pędu.

Wprowadził do teorii pola i elektrodynamiki modele jednowymiarowe umożliwiające później szybki postęp w teorii atomów w silnych polach przy pomocy superkomputerów.

## Publikacje
Jego najczęściej cytowane publikacje to (liczba cytowań w lutym 2022):
- Iwo Białynicki-Birula, Jerzy Mycielski, Uncertainty relations for information entropy in wave mechanics, „Communications in Mathematical Physics”, 44 (2), 1975, s. 129–132, DOI: 10.1007/BF01608825 [dostęp 2022-02-15] (ang.). – 734 cytowań
- Iwo Bialynicki-Birula, Jerzy Mycielski, Nonlinear wave mechanics, „Annals of Physics”, 100 (1–2), 1976, s. 62–93, DOI: 10.1016/0003-4916(76)90057-9 [dostęp 2022-02-15] (ang.). – 445 cytowań
- Z. Bialynicka-Birula, I. Bialynicki-Birula, Nonlinear Effects in Quantum Electrodynamics. Photon Propagation and Photon Splitting in an External Field, „Physical Review D”, 2 (10), 1970, s. 2341–2345, DOI: 10.1103/PhysRevD.2.2341 [dostęp 2022-02-15] (ang.). – 337 cytowań
- Iwo Bialynicki-Birula, Photon Wave Function, t. 36, 1996, s. 245–294, DOI: 10.1016/s0079-6638(08)70316-0, ISBN 978-0-444-82530-8 (ang.). – 205 cytowań

Jest autorem kilku podręczników akademickich, z których część przetłumaczono na angielski i wydano za granicą:
- 1969: Elektrodynamika kwantowa, wraz z Z. Białynicką-Birulą, Państwowe Wydawnictwo Naukowe;
  - 1974: wyd. II poprawione, PWN;
  - 1974: Quantum Electrodynamics, Pergamon, ISBN 0-08-017188-5;
- 1971: Wstęp do teorii pól kwantowych, PWN;
- 1991: Teoria kwantów. Mechanika falowa, wraz M. Cieplakiem i J. Kamińskim, PWN, ISBN 83-01-09977-1;
  - 2001: wyd. II poprawione i rozszerzone, PWN, ISBN 83-01-13204-3;
  - 1992: Theory of quanta, Oxford University Press, ISBN 0-19-507157-3;
- 2002: Modelowanie rzeczywistości, wraz z Iwoną Białynicką-Birulą, Prószyński i S-ka, ISBN 83-7255-103-0;
  - 2004: Modeling Reality, Oxford University Press, ISBN 0-19-853100-1.

Jest też współautorem – wraz z żoną Zofią – hasła Prawa fizyki w Encyklopedii PWN.

## Kolekcja prac Witkacego
W kręgach artystycznych Zofia i Iwo Białyniccy-Birula są znani jako właściciele jednej z największej prywatnej kolekcji prac Stanisława Ignacego Witkiewicza. Katalog jego dzieł malarskich z 1990 wymienia około 35 rzadko widzianych prac, z których około połowa była prezentowana w 2022 roku na wystawie Witkacy. Sejsmograf epoki przyspieszenia w Muzeum Narodowym w Warszawie.
Niektóre z prac w kolekcji:

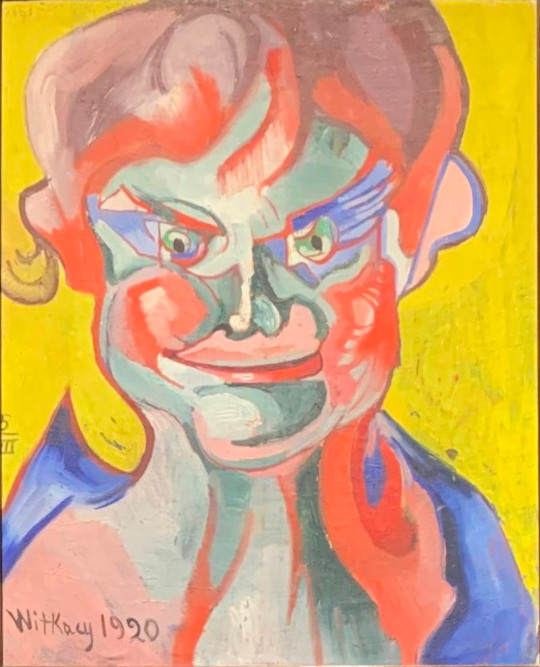
Śmiejący się chłopiec, 1920
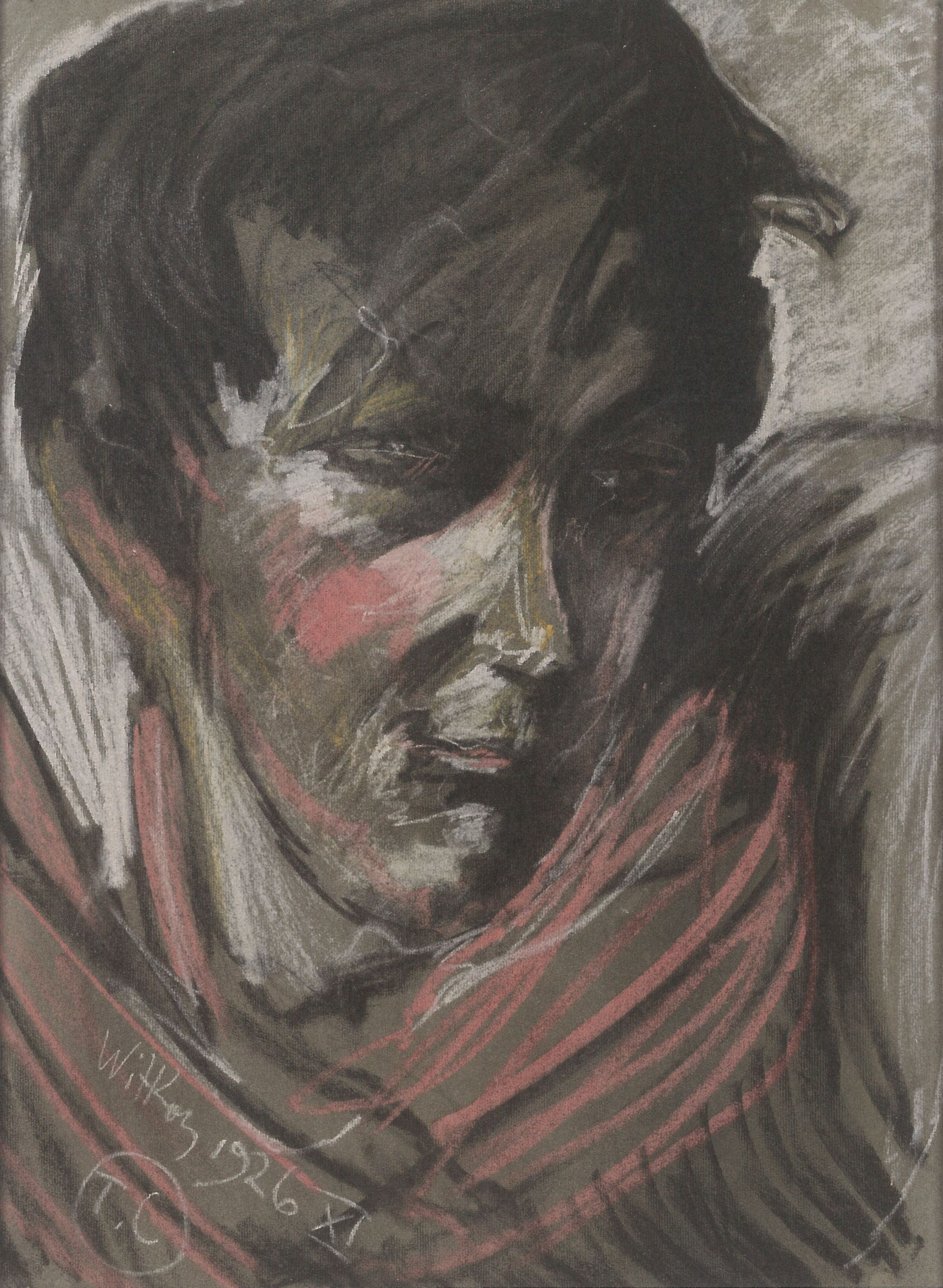
Portret Heleny Białynickiej-Birula, 1926
Portret Heleny Białynickiej-Birula, 1926
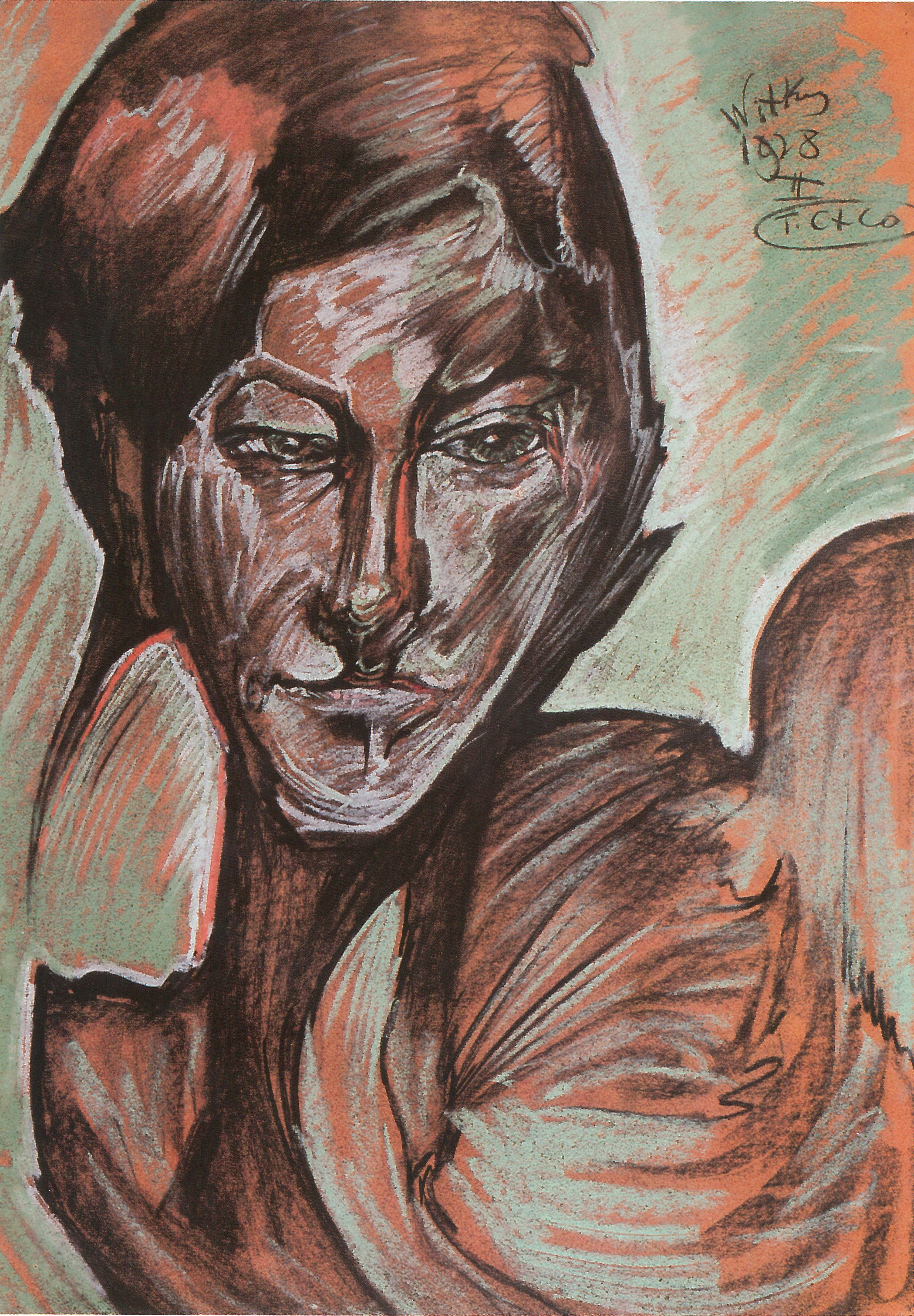
Portret Heleny Białynickiej-Birula, 1928
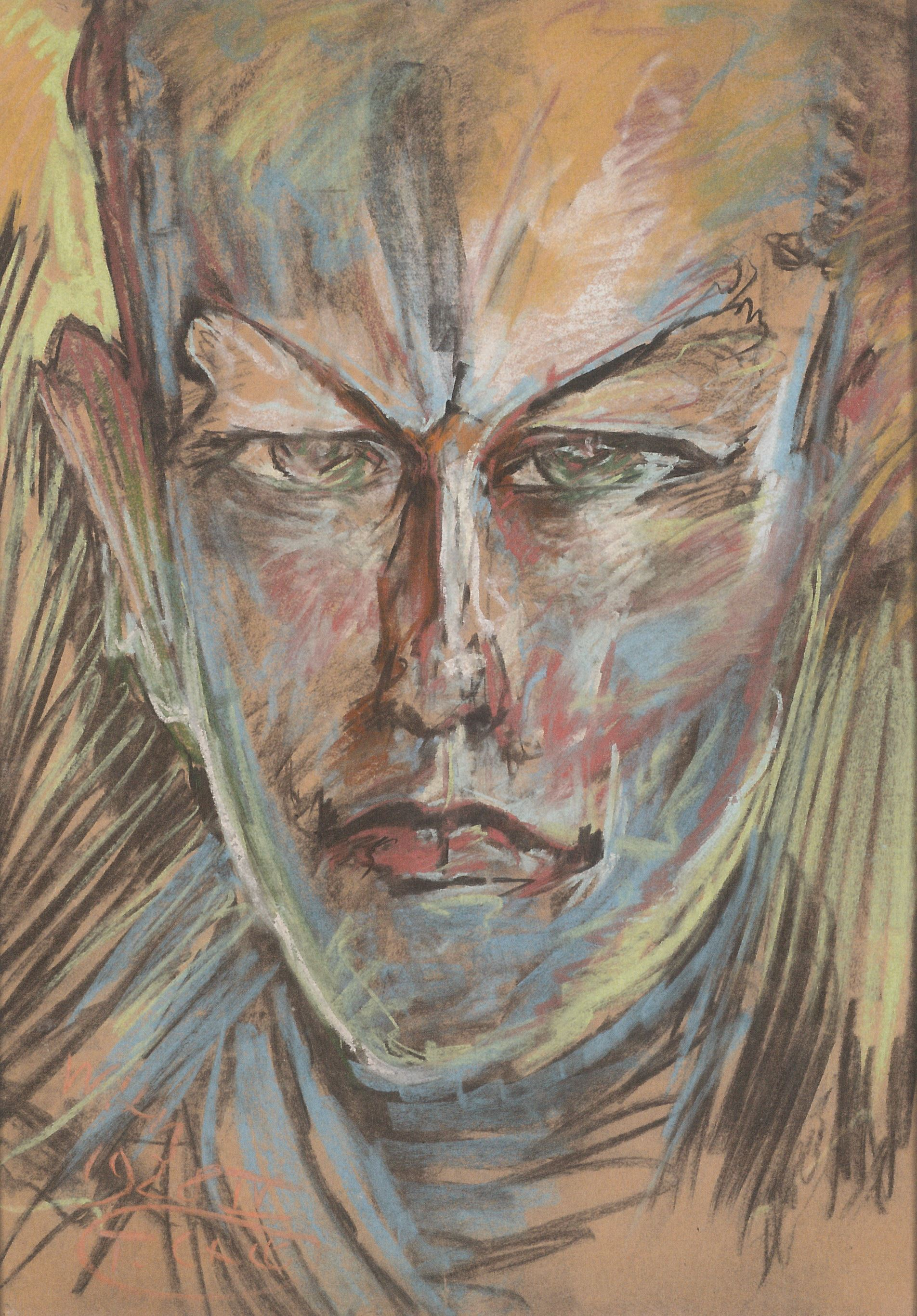
Michała Białynickiego-Biruli, 1928
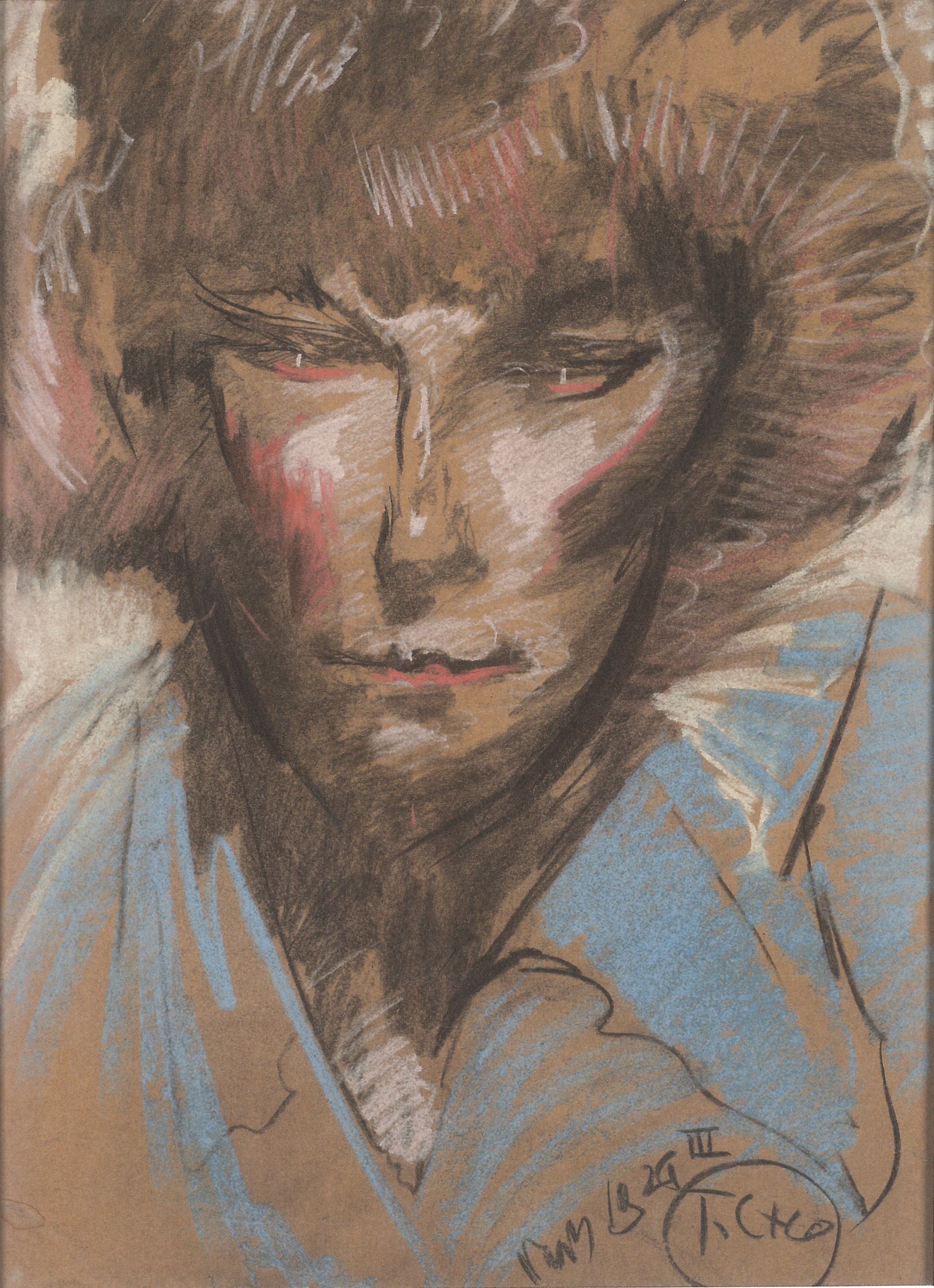
Portret Zofii Mohuczyny, 1929
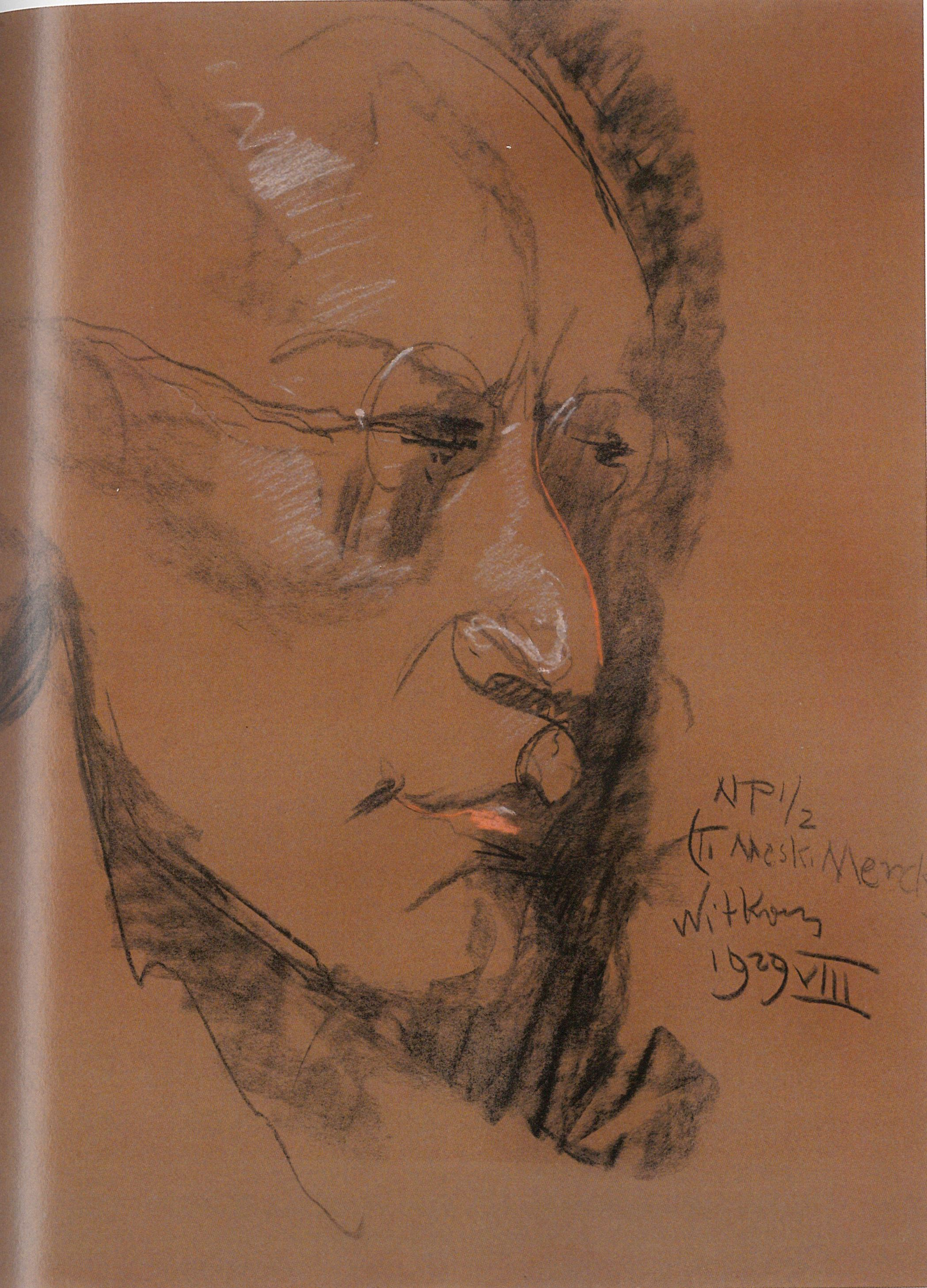
Portret Teodora Białynickiego-Birula, 1929
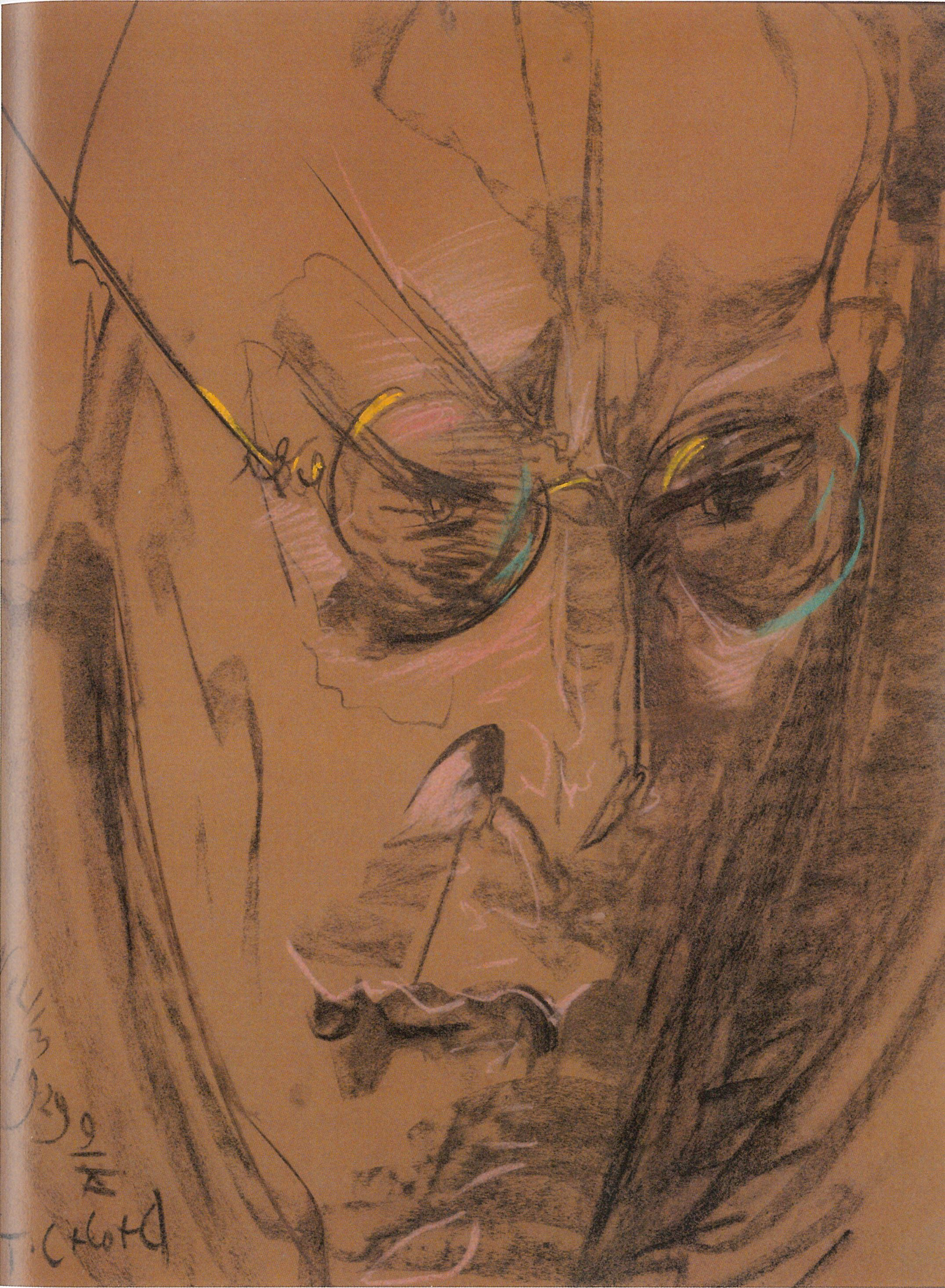
Portret Teodora Białynickiego-Birula, 1929
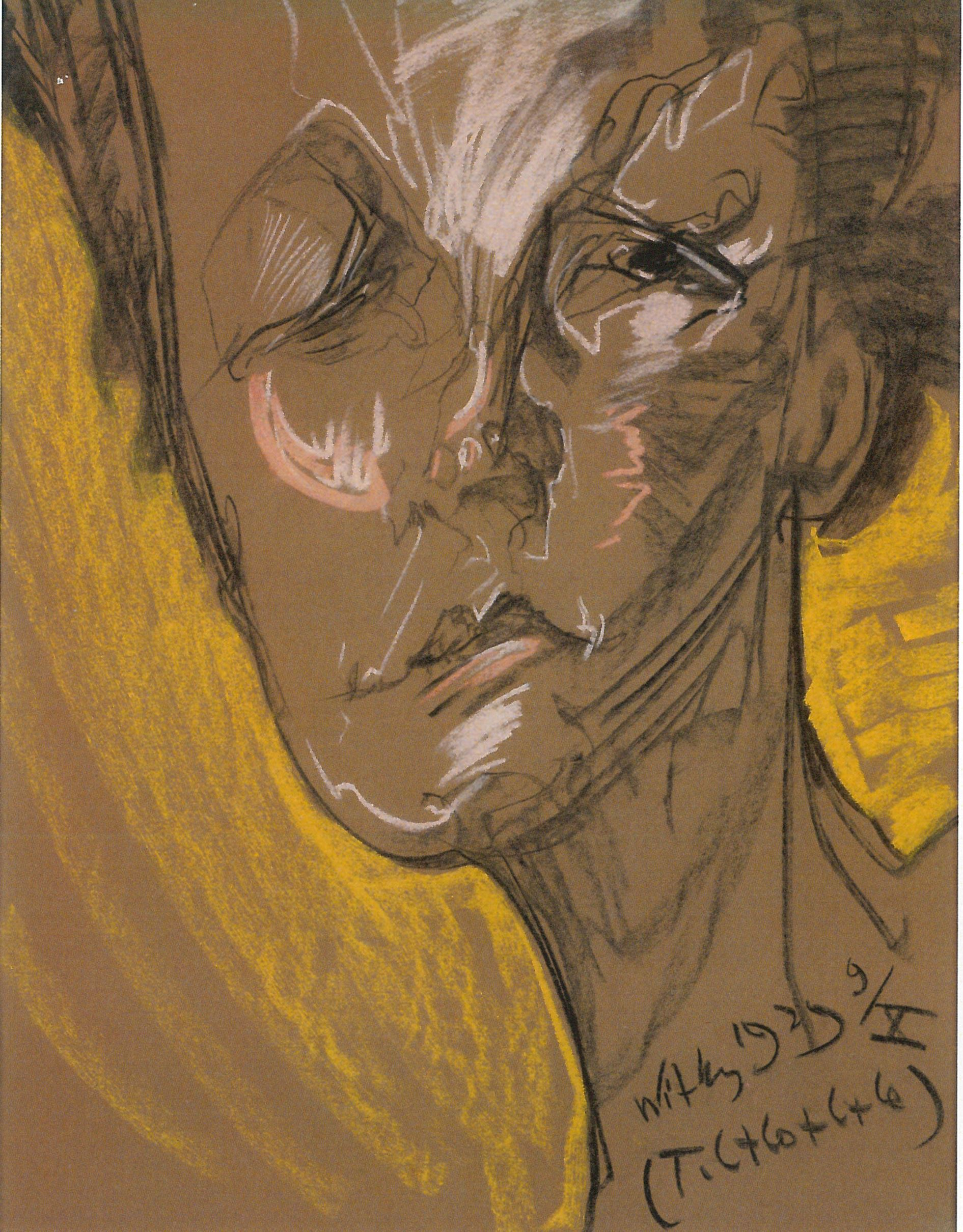
Portret Heleny Białynickiej-Birula, 1929
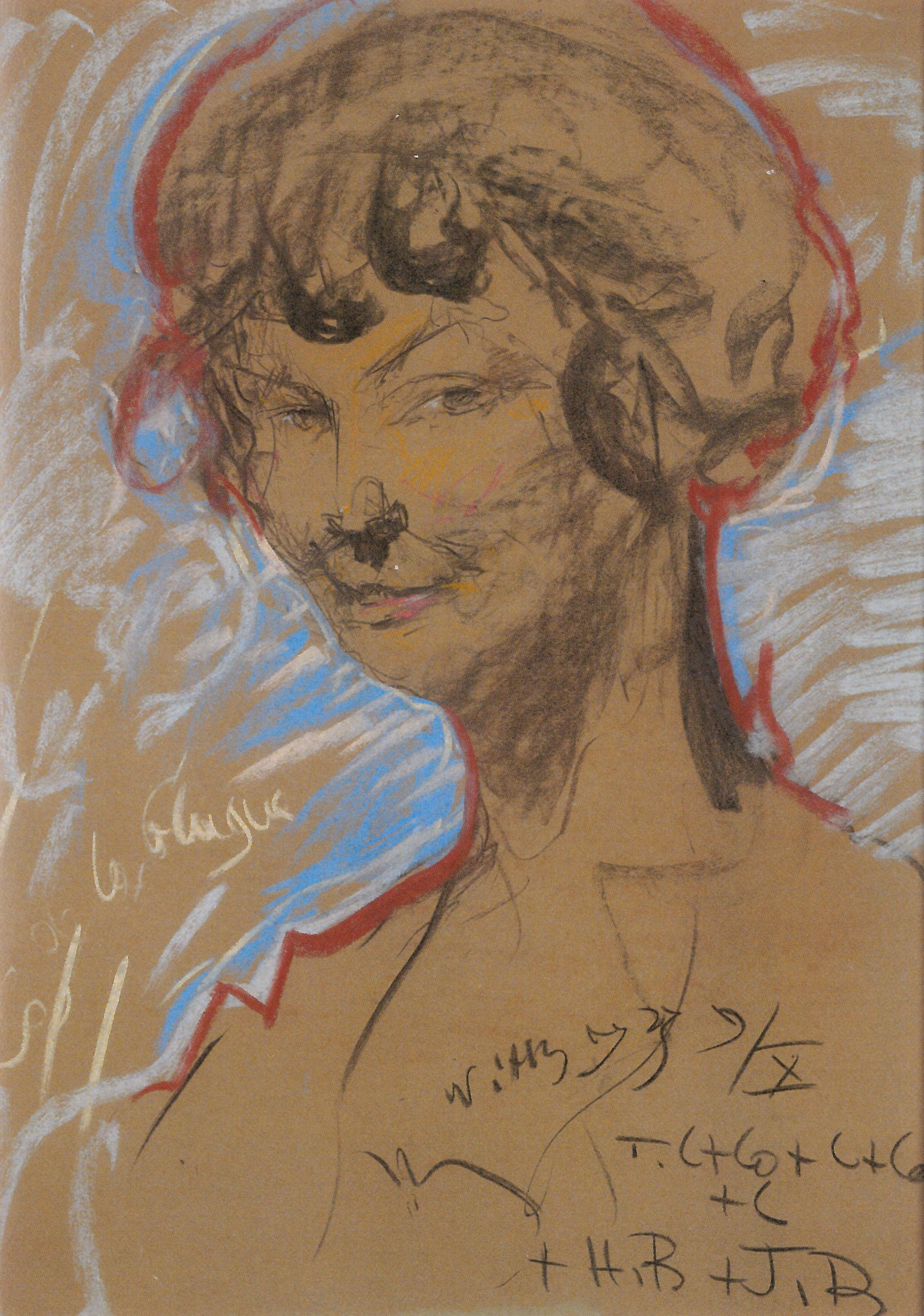
Portret Idalii Iwanowskiej, 1929
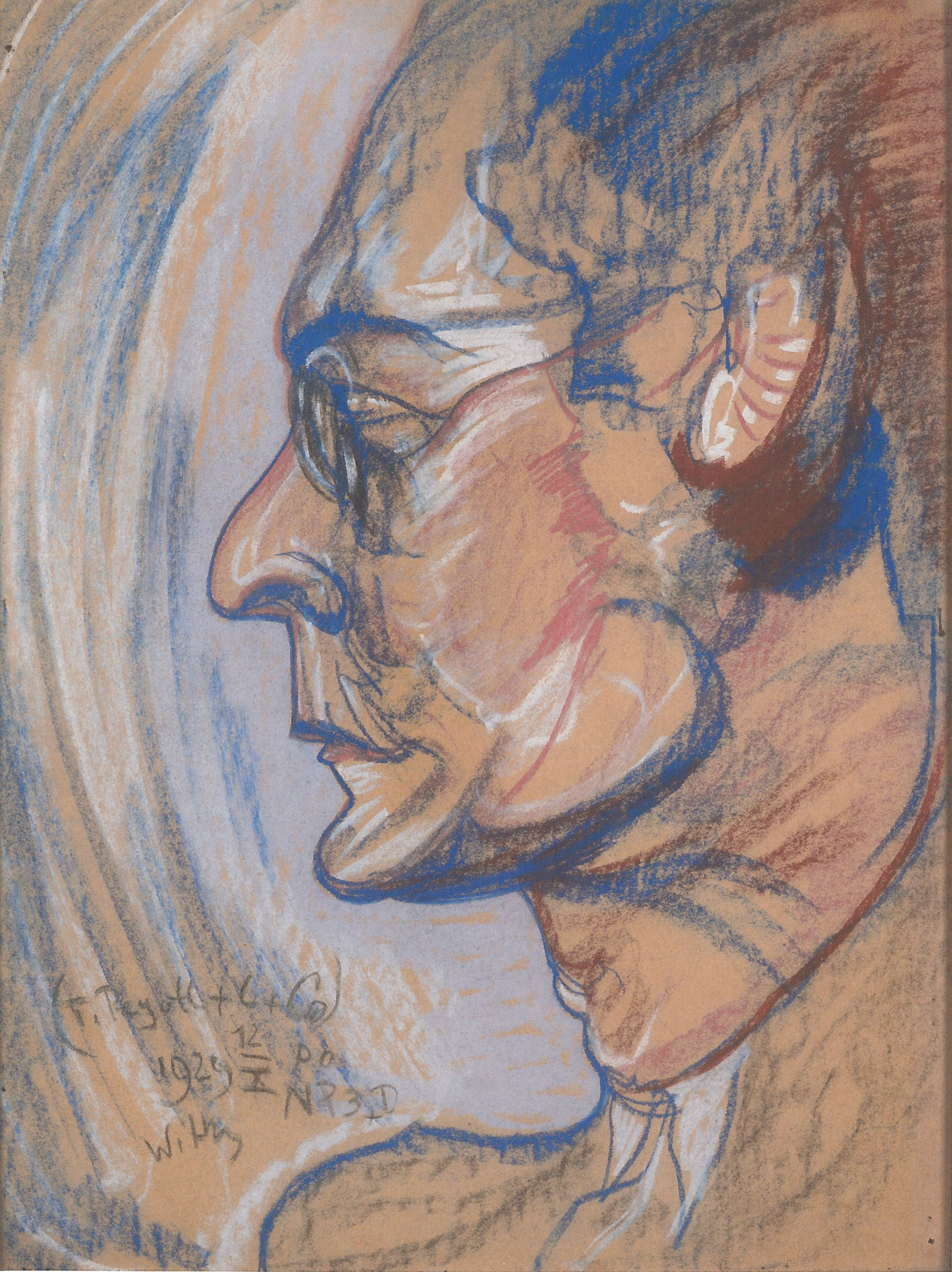
Portret Teodora Białynickiego-Birula, 1929
Portret Heleny Białynickiej-Birula, 1929
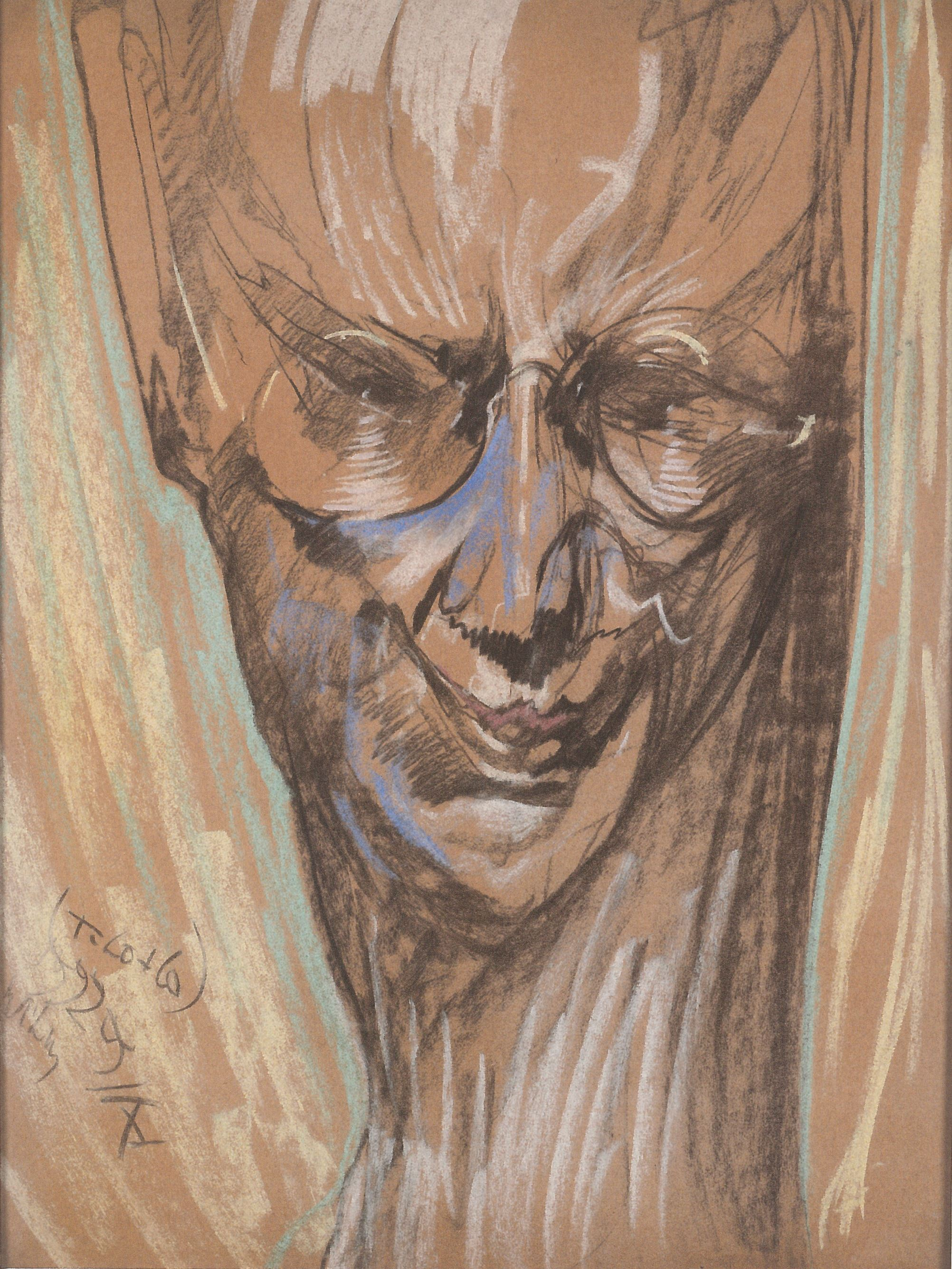
Portret Teodora Białynickiego-Birula, 1929
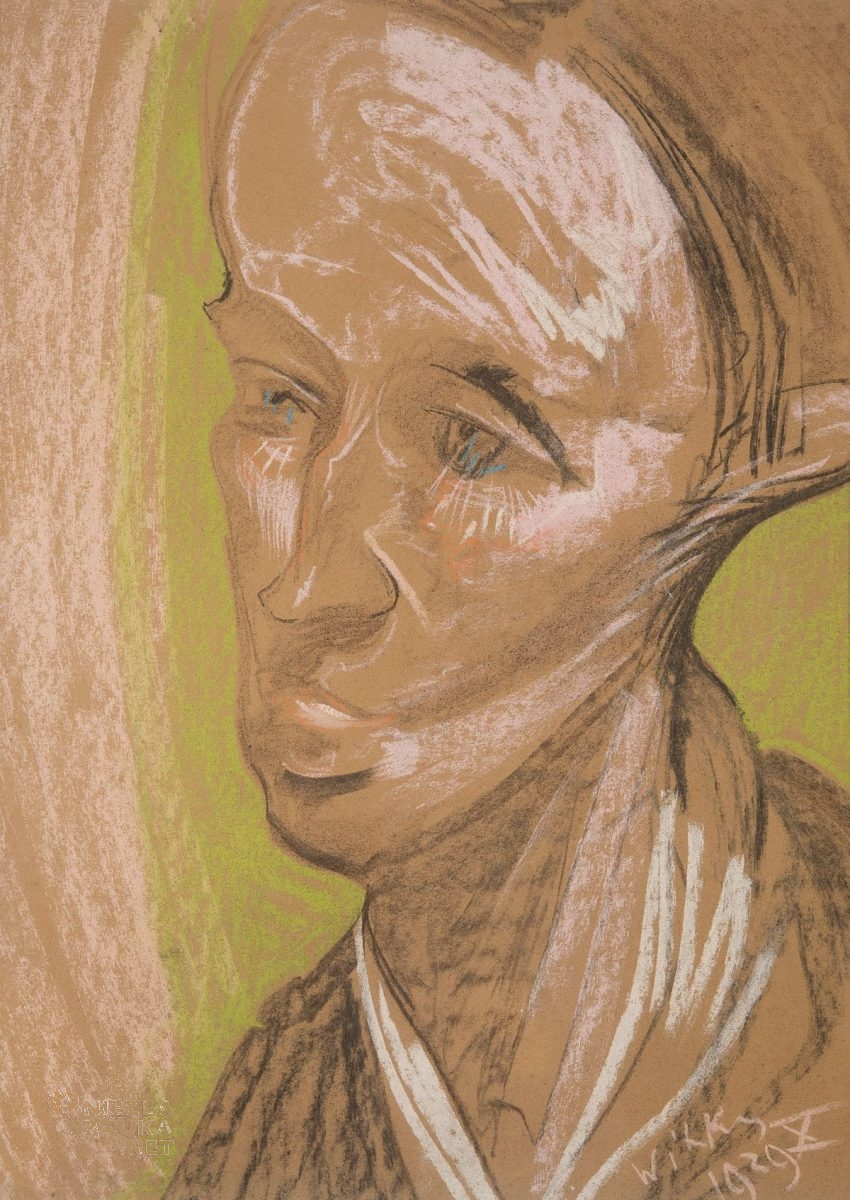
Portret Bohdana Filipowskiego, 1929
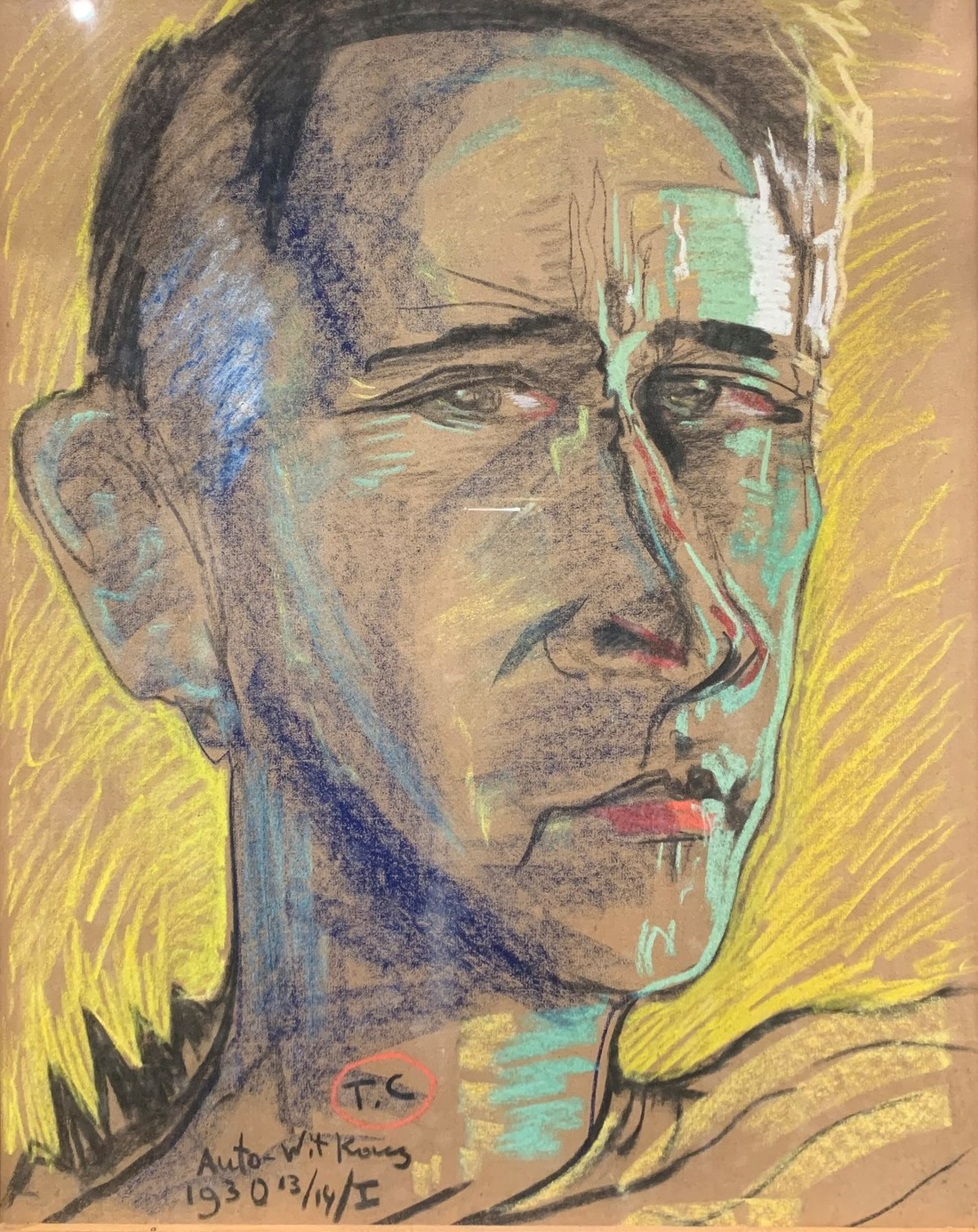
Autoportret, 1930
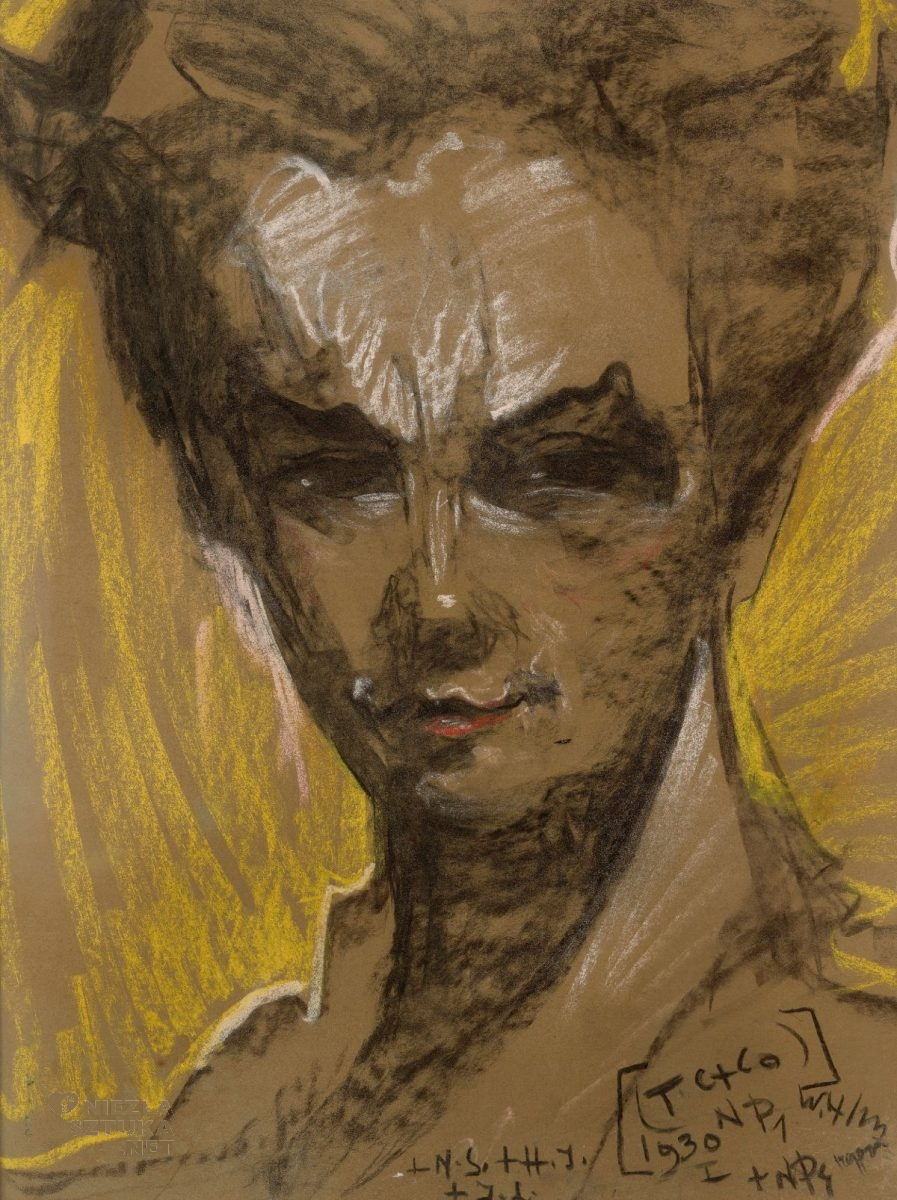
Portret Heleny Białynickiej-Birula, 1930
Portret Teodora Białynickiego-Birula, 1930
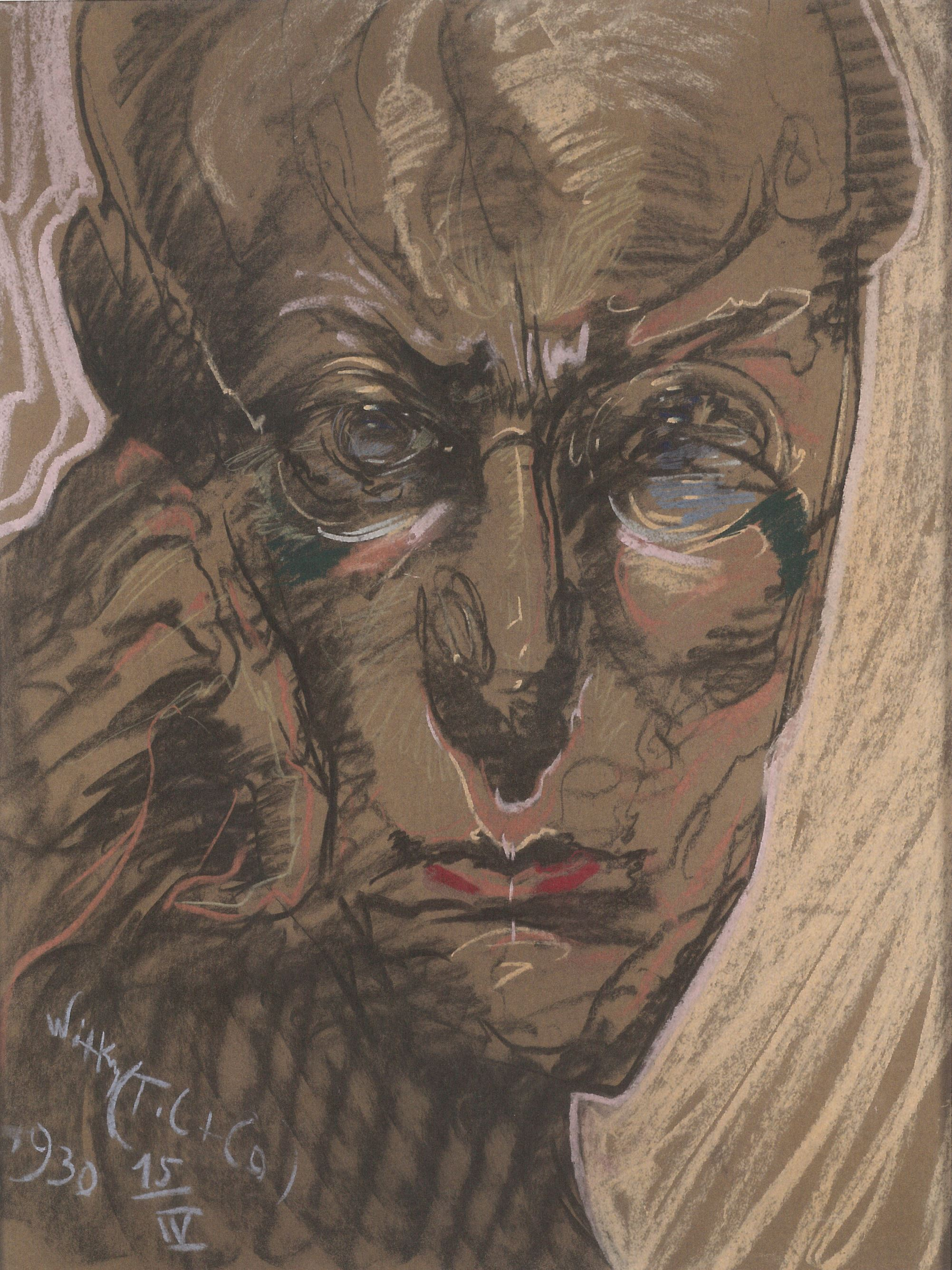
Portret Teodora Białynickiego-Birula, 1930
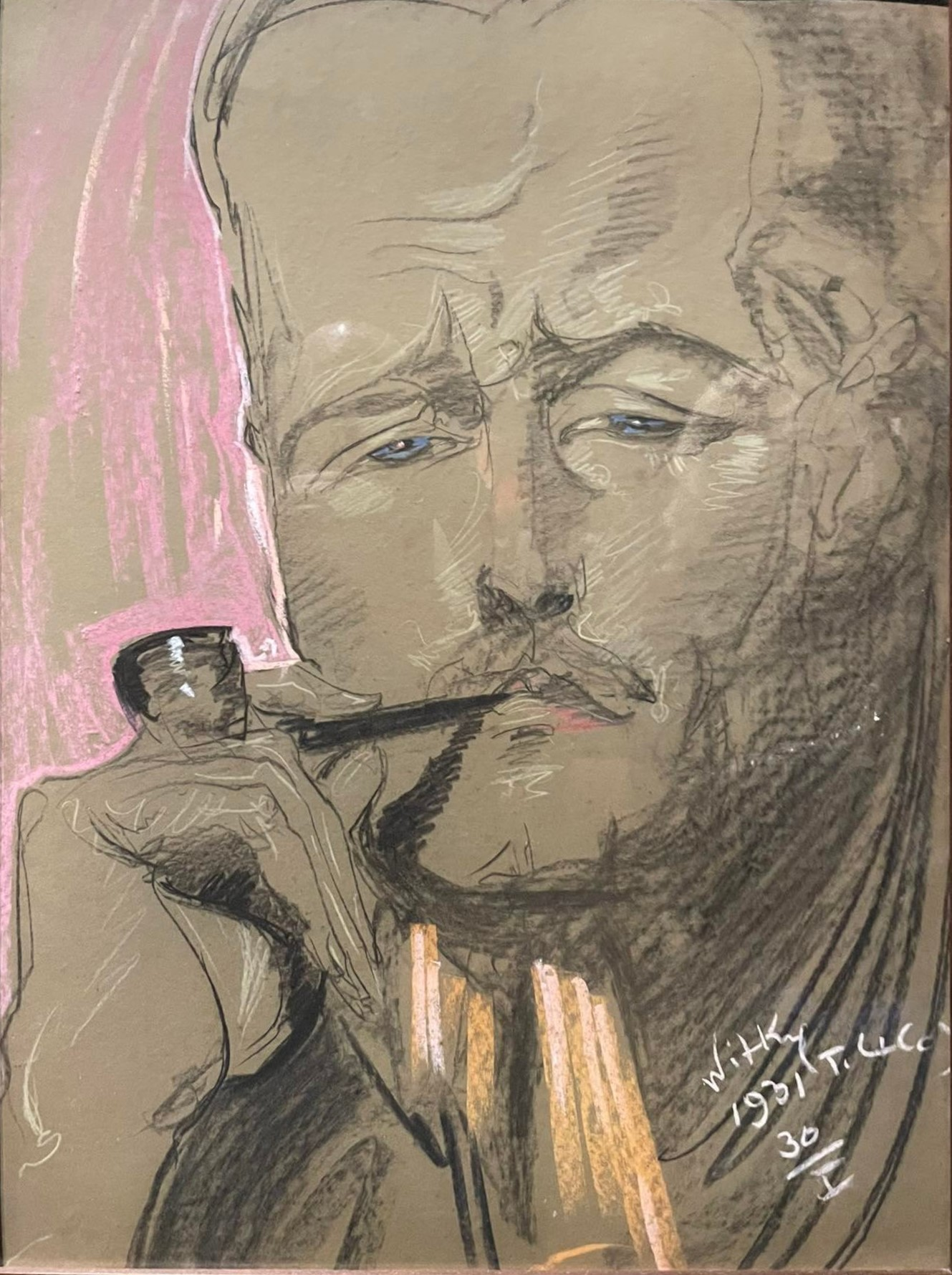
Portret Tomasza Zana, 1931
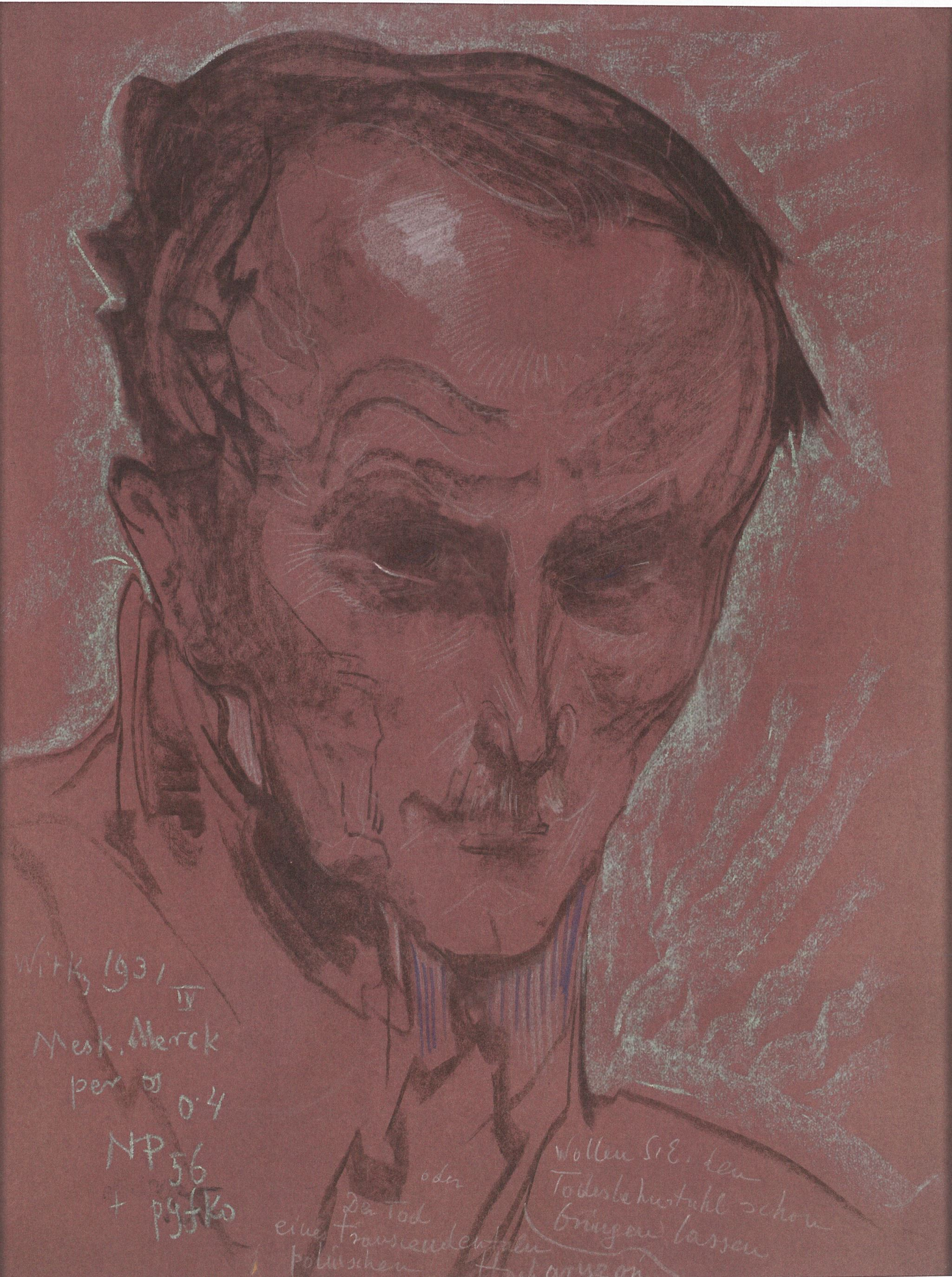
Portret Artura Schroedera, 1931
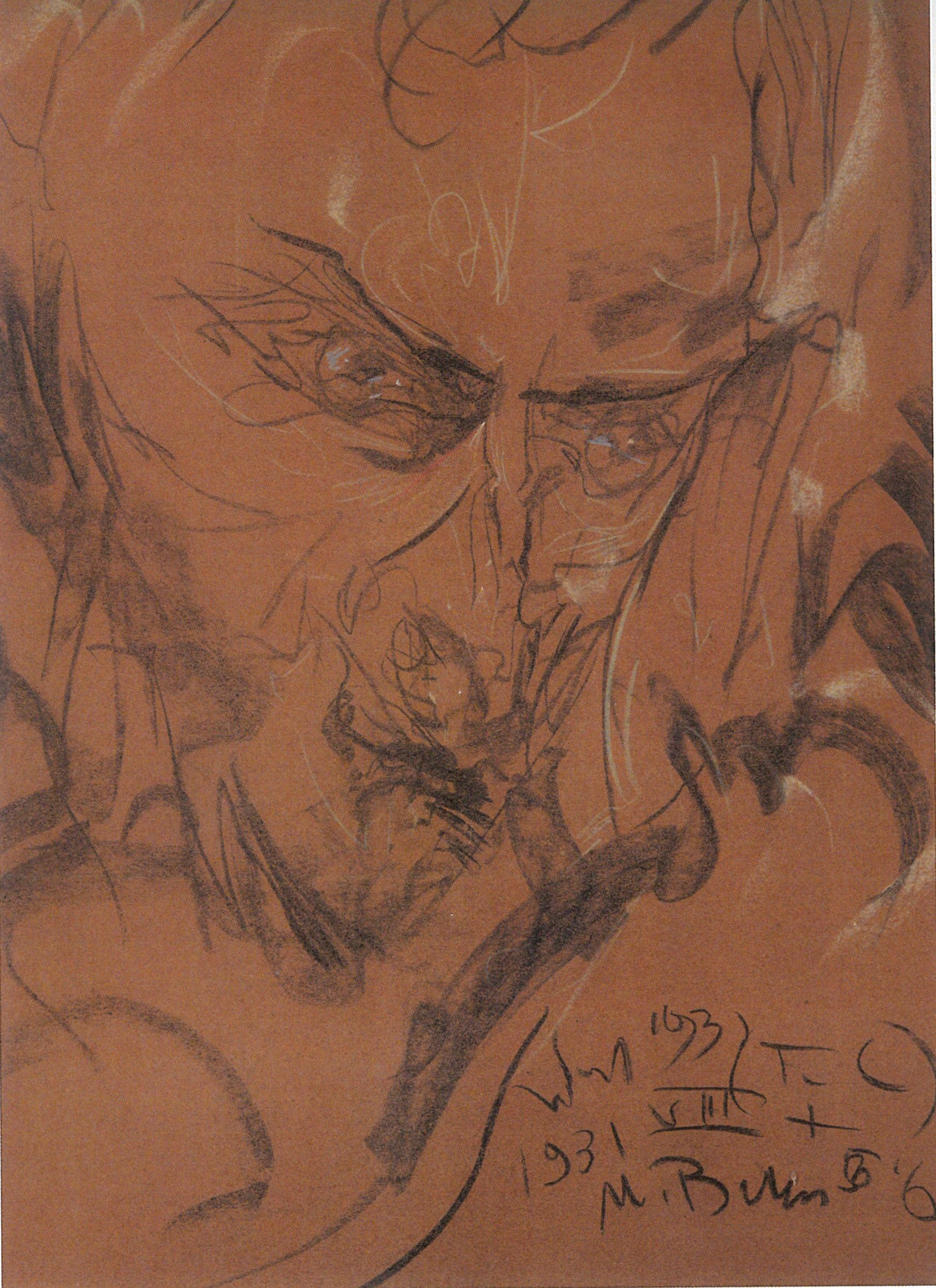
Portret męski, 1931
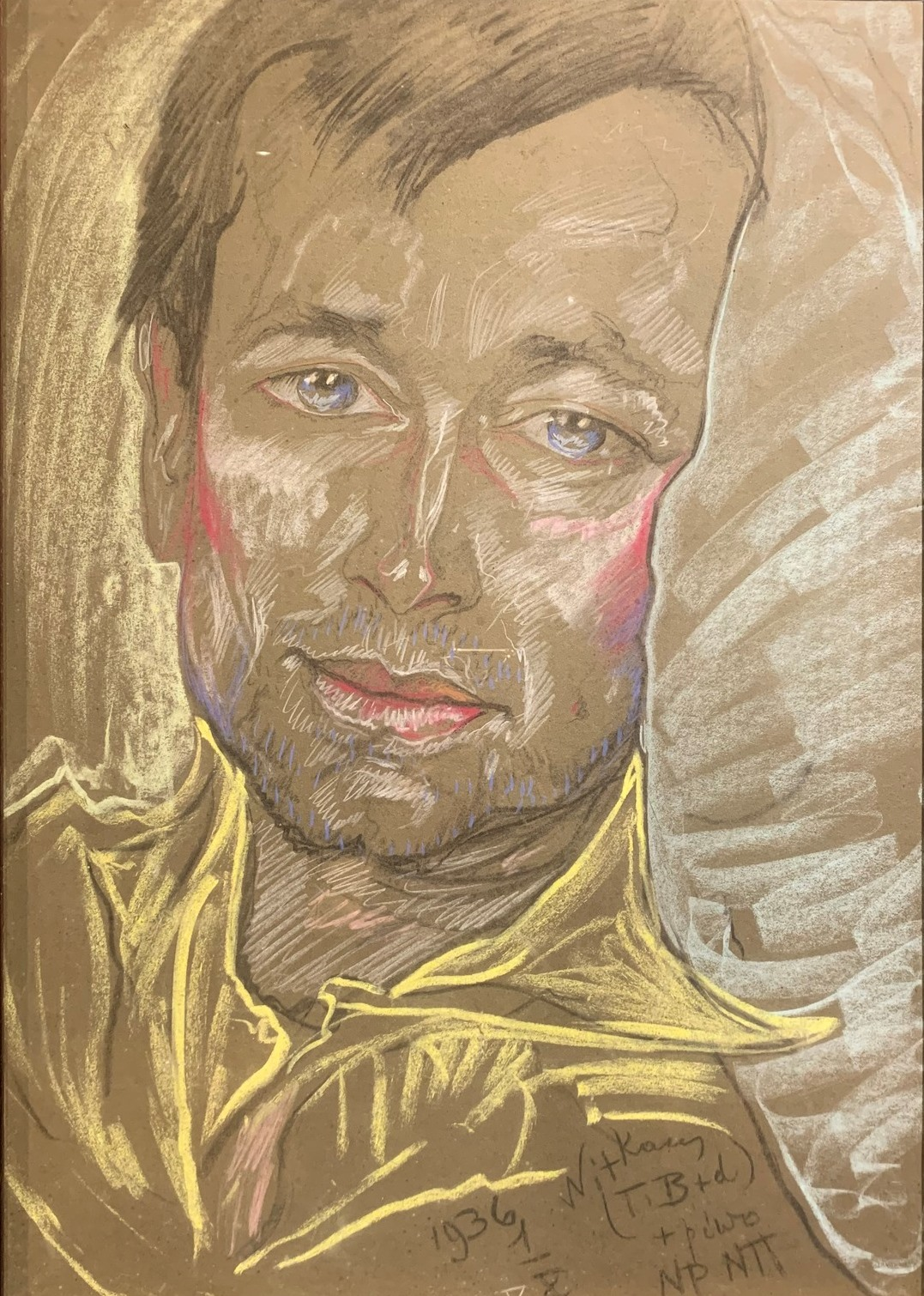
Portret Leona Maciańskiego, 1936